# Persone di cognome Henry
| Questa pagina contiene informazioni ricavate automaticamente dalle voci biografiche con l'ausilio del template Bio e di un bot. L'aggiornamento è periodico e automatico e ricostruisce completamente la pagina. Se manca una persona in questa lista, sei pregato di non aggiungerla, ma accertati piuttosto che la sua voce biografica contenga il template Bio e che i dati anagrafici siano correttamente compilati. Se il template Bio manca, inseriscilo tu stesso o, in alternativa, metti l'avviso {{tmp\|Bio}} che ne segnala la mancanza. Se i dati riportati sono sbagliati, correggi direttamente la voce biografica; le modifiche saranno visibili in questa lista entro pochi giorni. Per chiarimenti vedi il progetto antroponimi. La lista contiene solo le 105 persone che sono citate nell'enciclopedia e per le quali è stato implementato correttamente il template Bio. Pagina aggiornata al 23 lug 2025. |

Questa è una lista di persone presenti nell'enciclopedia che hanno il cognome Henry, suddivise per attività principale.

## Allenatori di calcio(2)
- Thierry Henry, allenatore di calcio, dirigente sportivo e opinionista francese (Les Ulis, n. 1977)
- Tony Henry, allenatore di calcio e ex calciatore inglese (Houghton-le-Spring, n. 1957)

## Anarchici(1)
- Émile Henry, anarchico francese (Barcellona, n. 1872 - Parigi, † 1894)

## Astiste(1)
- Chloé Henry, astista e ex ginnasta belga (Corpus Christi, n. 1987)

## Attori(10)
- Brian Tyree Henry, attore statunitense (Fayetteville, n. 1982)
- Gregg Henry, attore e musicista statunitense (Lakewood, n. 1952)
- Guy Henry, attore inglese (Londra, n. 1960)
- Hank Henry, attore, produttore cinematografico e produttore televisivo statunitense (New York, n. 1906 - Las Vegas, † 1981)
- Joshua Henry, attore e cantante statunitense (Winnipeg, n. 1984)
- Justin Henry, attore statunitense (Rye, n. 1971)
- Lenny Henry, attore, comico e cantante britannico (Dudley, n. 1958)
- Matt Henry, attore e cantante britannico (Birmingham, n. 1979)
- Thomas Browne Henry, attore statunitense (Los Angeles, n. 1907 - La Mesa, † 1980)
- William Henry, attore statunitense (Los Angeles, n. 1914 - Los Angeles, † 1982)

## Attrici(6)
- Charlotte Henry, attrice statunitense (Brooklyn, n. 1914 - La Jolla, † 1980)
- Emmaline Henry, attrice statunitense (Filadelfia, n. 1928 - Palm Springs, † 1979)
- Gale Henry, attrice statunitense (Bear Valley, n. 1893 - Palmdale, † 1972)
- Gloria Henry, attrice statunitense (New Orleans, n. 1933 - Los Angeles, † 2021)
- Judith Henry, attrice francese (Parigi, n. 1968)
- Louise Henry, attrice statunitense (Syracuse, n. 1911 - New York, † 1967)

## Calciatori(12)
- David Henry, calciatore santaluciano (Canaries, n. 1993)
- Doneil Henry, ex calciatore canadese (Brampton, n. 1993)
- James Henry, calciatore inglese (Reading, n. 1989)
- Karl Henry, ex calciatore inglese (Wolverhampton, n. 1982)
- Michael Henry, calciatore montserratiano (n. 1986)
- Nigel Henry, ex calciatore trinidadiano (Carenage, n. 1976)
- Paul Henry, calciatore belga (Namur, n. 1912 - Namur, † 1989)
- Rico Henry, calciatore inglese (Birmingham, n. 1997)
- Ron Henry, calciatore inglese (Shoreditch, n. 1940 - Harpenden, † 2014)
- Solomon Henry, calciatore montserratiano (Londra, n. 1983)
- Thomas Henry, calciatore francese (Argenteuil, n. 1994)
- Valentin Henry, calciatore francese (Brest, n. 1993)

## Calciatrici(1)
- Amandine Henry, calciatrice francese (Lilla, n. 1989)

## Canottiere(1)
- Lauren Henry, canottiera britannica (Lutterworth, n. 2001)

## Cantautori(1)
- Joe Henry, cantautore e produttore discografico statunitense (Charlotte, n. 1960)

## Cavalieri(1)
- Frank Henry, cavaliere statunitense (Cambridge, n. 1909 - Chesterfield, † 1989)

## Cestiste(3)
- Lea Henry, ex cestista, allenatrice di pallacanestro e dirigente sportiva statunitense (Colquitt, n. 1961)
- Andrée Henry, cestista francese (Château-Thierry, n. 1931 - Soissons, † 2015)
- Aneika Henry, ex cestista giamaicana (n. 1986)

## Cestisti(11)
- Al Henry, ex cestista statunitense (Memphis, n. 1949)
- Bill Henry, cestista statunitense (Dallas, n. 1924 - Dallas, † 1985)
- Myke Henry, cestista statunitense (Chicago, n. 1992)
- Sek Henry, cestista statunitense (Lynwood, n. 1987)
- Aaron Henry, cestista statunitense (Louisville, n. 1999)
- Carl Henry, ex cestista statunitense (Hollis, n. 1960)
- Conner Henry, ex cestista e allenatore di pallacanestro statunitense (Claremont, n. 1963)
- Corin Henry, cestista statunitense (Randallstown, n. 1988)
- Pierriá Henry, cestista statunitense (South Charleston, n. 1993)
- Terrance Henry, ex cestista statunitense (Monroe, n. 1989)
- Xavier Henry, ex cestista statunitense (Gand, n. 1991)

## Chimici(1)
- William Henry, chimico inglese (Manchester, n. 1775 - Pendlebury, † 1836)

## Ciclisti su strada(1)
- André Henry, ciclista su strada belga (Herve, n. 1865 - Tournai, † 1910)

## Compositori(1)
- Pierre Henry, compositore francese (Parigi, n. 1927 - Parigi, † 2017)

## Danzatori(1)
- Louis Henry, ballerino e coreografo francese (Versailles, n. 1784 - Milano, † 1836)

## Doppiatori(1)
- Mike Henry, doppiatore, scrittore e produttore cinematografico statunitense (Pontiac, n. 1965)

## Filosofi(1)
- Michel Henry, filosofo francese (Haiphong, n. 1922 - Albi, † 2002)

## Fisici(1)
- Joseph Henry, fisico statunitense (Albany, n. 1797 - Washington, † 1878)

## Giavellottisti(1)
- Boris Henry, ex giavellottista tedesco (Völklingen, n. 1973)

## Giocatori di football americano(5)
- Adam Henry, ex giocatore di football americano e allenatore di football americano statunitense (Beaumont, n. 1972)
- Derrick Henry, giocatore di football americano statunitense (Yulee, n. 1994)
- Hunter Henry, giocatore di football americano statunitense (Little Rock, n. 1992)
- KJ Henry, giocatore di football americano statunitense (Winston-Salem, n. 1999)
- Pete Henry, giocatore di football americano e allenatore di football americano statunitense (Mansfield, n. 1897 - Washington, Pennsylvania, † 1952)

## Giornalisti(1)
- Fortuné Henry, giornalista e scrittore francese (Nîmes, n. 1821 - Parigi, † 1882)

## Insegnanti(2)
- Barbara Henry, insegnante statunitense (Providence, n. 1932)
- Teuira Henry, insegnante, etnologa e linguista tahitiana (Tahiti, n. 1847 - Paea, † 1915)

## Inventori(1)
- Benjamin Tyler Henry, inventore statunitense (Claremont, n. 1821 - Claremont, † 1898)

## Medici(1)
- Augustine Henry, medico, sinologo e botanico irlandese (Dundee, n. 1857 - † 1930)

## Militari(2)
- Andrew Henry, militare britannico (Woolwich, n. 1823 - Plymouth, † 1870)
- Hubert Henry, militare francese (Pogny, n. 1846 - Mont-Valérien, † 1898)

## Modelle(2)
- Deborah Priya Henry, modella malese (Dublino, n. 1985)
- Karla Henry, modella filippina (Limay, n. 1986)

## Nuotatori(2)
- Ernest Henry, nuotatore australiano (Grafton, n. 1904 - Port Macquarie, † 1998)
- William Henry, nuotatore e pallanuotista britannico (St. Pancras, n. 1859 - St. Pancras, † 1928)

## Nuotatrici(1)
- Jodie Henry, nuotatrice australiana (Brisbane, n. 1983)

## Ottici(2)
- Paul-Pierre Henry, ottico e astronomo francese (n. 1848 - † 1905)
- Prosper-Mathieu Henry, ottico e astronomo francese (n. 1849 - † 1903)

## Pattinatori di velocità su ghiaccio(1)
- Kenneth Henry, pattinatore di velocità su ghiaccio statunitense (Chicago, n. 1929 - Lake Bluff, † 2009)

## Pesisti(1)
- Eldred Henry, pesista e discobolo anglo-verginiano (Road Town, n. 1994)

## Pianisti(1)
- Clarence "Frogman" Henry, pianista e cantante statunitense (New Orleans, n. 1937 - New Orleans, † 2024)

## Piloti motociclistici(1)
- Doug Henry, pilota motociclistico statunitense (Milford, n. 1969)

## Pittori(1)
- George Henry, pittore scozzese (Ayrshire, n. 1858 - † 1943)

## Poeti(2)
- James Henry, poeta, medico e latinista irlandese (Dublino, n. 1798 - Dublino, † 1876)
- Maurice Henry, poeta e pittore francese (Cambrai, n. 1907 - Milano, † 1984)

## Politici(7)
- Albert Henry, politico cookese (Rarotonga, n. 1907 - Rarotonga, † 1981)
- Ariel Henry, politico haitiano (Port-au-Prince, n. 1949)
- Brad Henry, politico statunitense (Shawnee, n. 1963)
- John Henry, politico statunitense (Vienna, n. 1750 - Contea di Dorchester, † 1798)
- John Henry, politico statunitense (Stanford, n. 1800 - Saint Louis, † 1882)
- Patrick Henry, politico e avvocato statunitense (Studley, n. 1736 - Brookneal, † 1799)
- Geoffrey Henry, politico cookese (Aitutaki, n. 1940 - Rarotonga, † 2012)

## Poliziotti(1)
- Edward Henry, poliziotto britannico (Londra, n. 1850 - Ascot, † 1931)

## Presbiteri(1)
- Joseph-Marie Henry, presbitero, botanico e alpinista italiano (Courmayeur, n. 1870 - Valpelline, † 1947)

## Religiosi(2)
- Matthew Henry, religioso inglese (Broad Oak, Flintshire, n. 1662 - Nantwich, † 1714)
- Philip Henry, religioso britannico (Whitehall, n. 1631 - Malpas, † 1696)

## Rugbisti a 15(1)
- Chris Henry, ex rugbista a 15 britannico (Belfast, n. 1984)

## Sassofonisti(1)
- Ernie Henry, sassofonista statunitense (Brooklyn, n. 1926 - New York, † 1957)

## Schermidori(1)
- Jean-Michel Henry, ex schermidore francese (Marsiglia, n. 1963)

## Scrittori(1)
- O. Henry, scrittore statunitense (Greensboro, n. 1862 - New York City, † 1910)

## Scrittrici(1)
- Sue Henry, scrittrice statunitense (Salmon, n. 1940 - Anchorage, † 2020)

## Skeletoniste(1)
- Megan Henry, skeletonista statunitense (Norwalk, n. 1987)

## Velociste(1)
- Desirèe Henry, velocista britannica (Londra, n. 1995)

## Velocisti(1)
- Tabarie Henry, velocista americo-verginiano (Saint Thomas, n. 1987)

## Wrestler(1)
- Mark Henry, ex wrestler, ex sollevatore e powerlifter statunitense (Silsbee, n. 1971)

## Senza attività specificata(1)
- Graham Henry, allenatore di rugby a 15 neozelandese (Christchurch, n. 1946)